# Ludwig Bieberbach

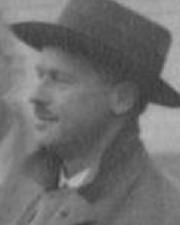
Bieberbach in 1930

Ludwig Georg Elias Moses Bieberbach (Goddelau, bij Darmstadt, 4 december 1886 – Oberaudorf, 1 september 1982) was een Duitse wiskundige.

## Biografie
Bieberbach studeerde aan Heidelberg en aan de universiteit van Göttingen bij Felix Klein. In 1910 behaalde hij zijn doctoraat. Zijn proefschrift was getiteld, Theorie der automorphen Funktionen. In 1910 vestigde hij zich als privaatdocent in Königsberg. In 1913 werd hij aan de universiteit van Basel tot gewoon hoogleraar benoemd. Vanaf 1915 doceerde hij aan de universiteit van Frankfurt. In de periode 1921-45 was hij verbonden aan de universiteit van Berlijn.
Hij is vooral bekend door het door hem geuite vermoeden van Bieberbach.